# Rices Landing
Rices Landing est un borough situé au nord-est du comté de Greene, en Pennsylvanie, aux États-Unis,. En 2010, il comptait une population de 463 habitants. Le borough est incorporé le 15 mai 1903.

## Démographie
Lors du recensement de 2010, le borough comptait une population de 463 habitants. Elle est estimée, en 2019, à 444 habitants.

### Source de la traduction
- (en) Cet article est partiellement ou en totalité issu de l’article de Wikipédia en anglais intitulé « Rices Landing, Pennsylvania » (voir la liste des auteurs).